# Гудвин (остров)
Гу́дуин (англ. Goodwin Island) — необитаемый остров Канадского Арктического архипелага. Расположен в Гудзоновом проливе Северного Ледовитого океана, между полуостровом Лабрадор на юге и островом Баффинова Земля на севере.
Другие необитаемые острова, расположенные поблизости: остров Лейси, остров Эрхардт, остров Кинг, остров Лосон, остров Макколл и Остров Наблюдения.